# Германи (породица)
Германи су српска породица грко-цинцарског порекла. Германи су били блиски кнезу Милошу и Обреновићима. Михаило Герман је био повереник кнеза Милоша у Букурешту и Русији и државни саветник. Јован (Јоаникије) Герман био је ожењен Симеоном Обреновић, кћерком господар Јеврема Обреновића и Томаније Обреновић, рођ. Богићевић.

## Порекло
Михаило и Ђорђе Герман (Разлоглија), пореклом су из Разлога. Њихова кућа налазила се у Бранковој улици, где су имали велику башту (данашња Ботаничка башта).

## Михаило Герман
Германи су били банкари књаза Милоша. Михаило Герман био је личност од посебног поверења књаза Милоша, његов агент у Русији и Влашкој. Обављао је за њега важне послове у Русији, а седиште му је било у Букурешту.

## Потполковник Јован А. (Јоаникије) Герман, каваљер
Јоаникије - Јанаћко (Јован) Герман је био високи званичник ("високоблагородни господин подполковник каваљер Јован А. Германи"). Био је банкар, трговац и бродовласник. Његова лађа названа Кнез Михаило, коју су од 1840. до 1842. градили мајстори из Цариграда у Брзој Паланци на Дунаву, могла је да се користи и у војне сврхе - на њој је било места за 18 топова.
Јоаникије (Јанаћко) Јован Герман био је ожењен Симеоном Обреновић, кћерком господар Јеврема Обреновића и Томаније Обреновић, рођ. Богићевић. У браку са Јованом родила је два сина (старији се звао по деди Јефрем, а други је рођен 21. августа 1837.)
Симеона Герман, рођ. Обреновић умрла је 28. децембра 1837. (по старом календару).

### Јеврем Ј. Герман
Јеврем Ј. Герман ("племенити Јефрем Ј. Германи") је син потпуковника Јована А. Германа и Симеоне, кћерке господара Јеврема Обреновића, по којем је добио име (Јефрем). Њему је свој превод са немачког књиге о Марку Аурелију (1844) посветио Димитрије Матић.

#### Симеона Лаховари
Јован (Јоаникије) Герман је имао ванбрачну кћерку која је добила име по његовој првој жени Симеони рођ. Обреновић, са Анком Константиновић рођ. Обреновић, сестром своје покојне жене (и удовицом Александра Константиновића).

##### Лаховари
Јоаникијева и Анкина кћерка Симка Лаховари, рођ, Герман-Обреновић, живела је највећи део живота у Румунији, где се удала за Александра Лаховарија (1841—1897) из румунске бољарске породице грчког порекла. Александар Лаховари, син Николе Лаховарија, потпредседника Народне скупштине Влашке (1865), био је министар правде Влашке (1870, 1873-1876), министар прољопривреде, индустрије и трговине (1888—1889), министар спољних послова Румуније (1889-1891). Породица Лаховари живела је у Букурешту код Беле цркве, на делу улице која је носила име Александра Лаховарија. Имали су и у Београду Палату Лаховари у Кнез Михајловој улици, коју је касније Симка поклонила држави и где се налазио Филозофски факултет.
Александар и Симка Лаховари имали су сина Јована (Јон) Лаховарија, дипломату и кћерку која се звала као и мајка Симеона - Симка.
Симеона - Симка Лаховари кћерка Симеоне Лаховари, унука Анке Константиновић, рођ. Обреновић и Јонаикија Германа и праунука господар Јеврема Обреновића, била је дворска дама и интимна пријатељица румунске краљице Марије. Њена сестра од стрица била је позната принцеза Марта Бибеско (1886-1973 ).

## Хаџи-Томини
Катарина Герман била је удата за Светозара Хаџи-Тому, син Хаџи-Томе и Јелене, кћерке Хаџи-Брзака.

## Хаџићи
Милева Герман била је удата за пуковника Светозара Хаџића. Њихов син је армијски генерал Стеван Хаџић, министар војни, који се оженио 1901. Елом, првом дворском дамом краљице Марије, кћерком коњичког пуковника Александра Симоновића и Милице Спасић, унуке Лазара Арсенијевића Баталаке из породице Арсенијевић - Поповић. Кућа армијског генерала Стевана Хаџића налази се на углу Влајковићеве и Мајке Јевросиме.

## Сродство
Германи су били у сродству са Обреновићима, Константиновићима, Хадијама, Хаџи-Томинима, Радојловићима и др.